# Aït Daoud (Tizi Ouzou)
Pour les articles homonymes, voir Aït Daoud.
 (janvier 2011).
Si vous disposez d'ouvrages ou d'articles de référence ou si vous connaissez des sites web de qualité traitant du thème abordé ici, merci de compléter l'article en donnant les références utiles à sa vérifiabilité et en les liant à la section « Notes et références ».

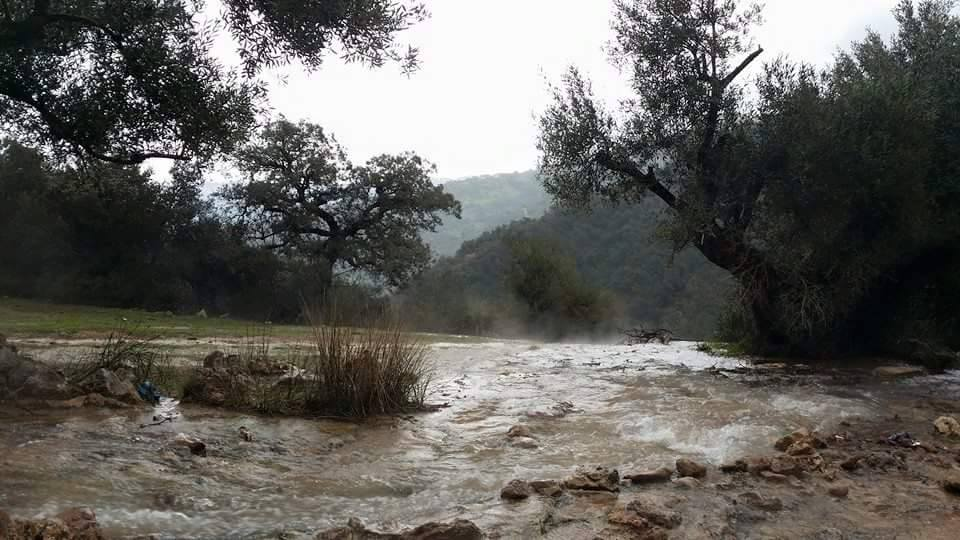
Tala mlulen

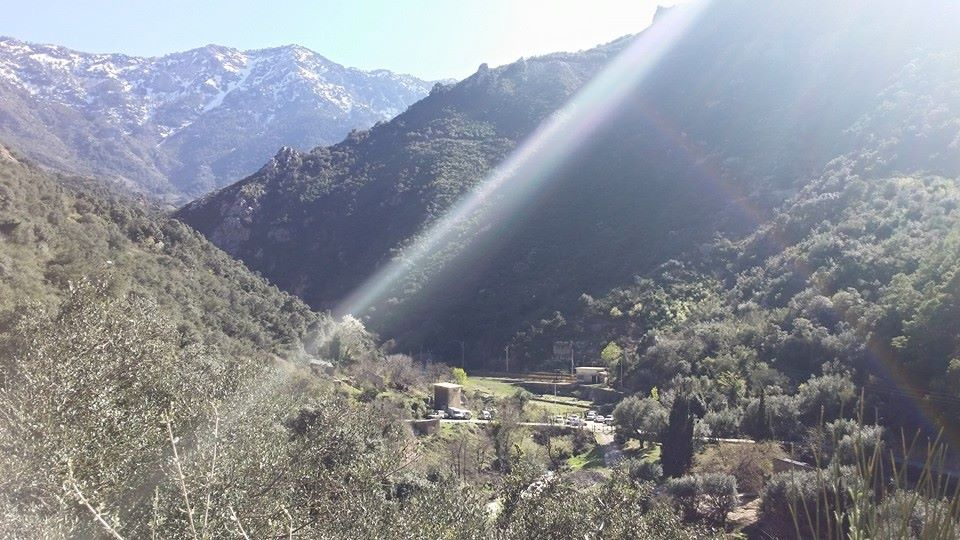
Aux alentours de la source !

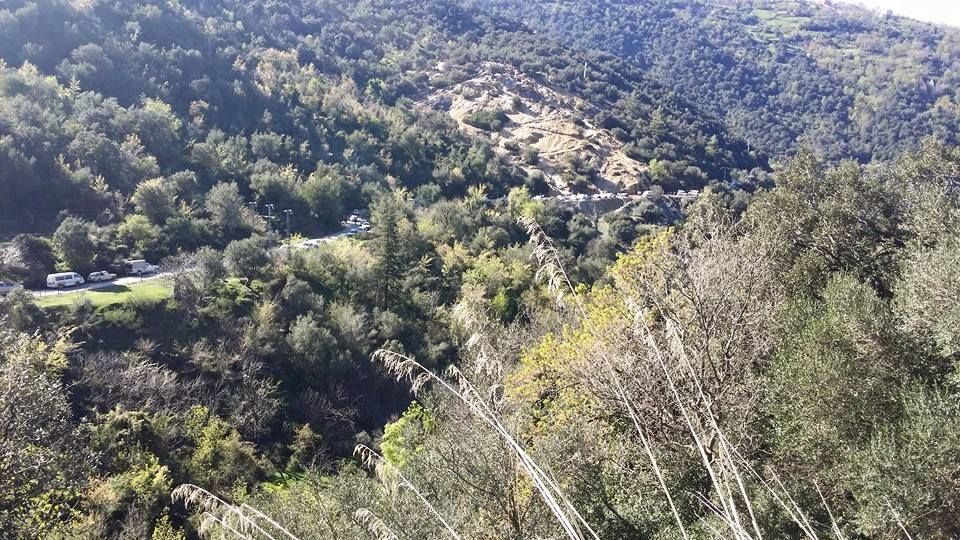
Tala M'lulen (source Blanche) recevant ses hôtes, printemps 2015.

Aït-Daoud est un village de Kabylie, situé dans la commune algérienne de Yatafen dans la wilaya de Tizi Ouzou.

## Géographie

### Localisation
Ait-Daoud est situé à environ 50 km au sud-est de Tizi Ouzou, sur une colline à 800 m d'altitude juste au pied du Djurdjura.

### Climat
| Hiver                                | Eté                        | Printemps                      | Automne                                  |
| ------------------------------------ | -------------------------- | ------------------------------ | ---------------------------------------- |
| Froid, beaucoup de pluie et de neige | Très chaud, orages en août | Climat moyen à soleil dominant | Très pluvieux et du soleil en alternance |
| T° entre -5° et 10°                  | T° entre 30° et 40°        | T° entre 25° et 30°            | T° entre 18° et 25°                      |

[réf. nécessaire]

## Toponymie
Ait-Daoud veut dire « Fils de Daoud » en kabyle ; Daoud serait le nom du premier habitant du village, frère de Saada qui a donné naissance au deuxième village de la commune de Yattafène : Aït-Saada.En effet Saada et Daoud natifs  de Taourirt Menguelat ont été envoyé pour créer des postes avancés pour contrer les attaques de l'arch Nat Betroun.

## Histoire
Le village est connu pour son lourd tribut porté durant la guerre d'indépendance algérienne (1954-1962)[réf. nécessaire].
Le village a été connecté au réseau électrique en 1952.

## Population
La population du village est d'environ 3 500 habitants[réf. nécessaire].

## Éducation
L'école primaire du village est élevée au rang des écoles pilotes par l'UNICEF, bénéficiant ainsi d'un programme privilégié[réf. nécessaire].

## Vie Culturelle
L'association Tamusni est une association culturelle et scientifique. Elle organise de multiples activités culturelles, scientifiques et sportives ainsi que des cours de soutien aux élèves préparant les examens finaux (BEF et BAC).

## Personnalités
- Mourad Ait Tahar, footballeur international et joueur de la JS Kabylie.
- Celia Ould Mohand, chanteuse et  musicienne algérienne.
- Slimane Ould Mohand, peintre algérien.
- Kamel Hamadi, chanteur et compositeur

## Patrimoine
[style à vérifier].